# Gaspar Hernández
Gaspar Hernández je mesto v  provinci Espaillat  v Dominikanski republiki. 

## Gospodarstvo
Mesto je primer tipičnega današnjega dominikanskega mesta: glavna dejavnost v občini je kmetijstvo, medtem ko je posredno odvisno še od razvijajočega se turizma, ki cveti ob bližnjih plažah.

## Drugo
Tukaj je bil rojen znani dominikanski trener bejzbola Ramon Lora (*1977), ki je z ekipo Western Oklahoma State Collegea, sestavljeno pretežno iz igralcev iz Dominikanske republike, leta 2011 osvojil prvenstvo ameriške univerzitetne organizacije NCAA.